# Grigorij Davidovič Bajsogolov
Grigorij Davidovič Bajsogolov (rusky Григорий Давидович Байсоголов, 7. června 1921, Tbilisi – 14. září 2003) byl ruský radiolog a vědec v oboru profesní patologie, hematologie a radiační medicíny, jeden ze zakladatelů filiálky biofyzikálního ústavu v Čeljabinsku-40.
Narodil v roce 1921 v rodině lékařů (otec i matka byli kandidáty lékařských věd). Na lékaře promoval v Tbilisi v roce 1943 a svou kariéru zahájil během Velké vlastenecké války v evakuační nemocnici. Poté pracoval v Moskvě na hemoterapeutické klinice.
Od roku 1950 se zabýval lékařskou radiologií. Byl jedním z průkopníků (společně s A. K. Guskovou a dalšími) ve studiu a léčbě chronické a akutní radiační nemoci a dalších nemocí, které vznikají v důsledku expozice různým typům ionizujícího záření. Od roku 1953 byl vedoucím pobočky v Čeljabinsku-40. Profesuru obhájil v roce 1962. Od roku 1965 byl zástupcem ředitele Ústavu lékařské radiologie Akademie lékařských věd SSSR v Obninsku. Je autorem více než 250 publikací.